# Prionodon
Phân họ Cầy linsang châu Á (Prionodontinae) là một phân họ trong Họ Prionodontidae gồm chi Prionodon chứa 2 loài có nguồn gốc từ Đông Nam Á: cầy linsang sọc (Prionodon linsang) và cầy gấm (Prionodon pardicolor).
Các chi gồm cầy linsang (Prionodon và chi Poiana ở châu Phi) trước đây được phân loại trong phân họ Viverrinae của họ Cầy, cùng một vài chi khác, nhưng các nghiên cứu gần đây cho rằng mối quan hệ trên thực tế của chúng có thể là hơi khác. Các loài cầy linsang nói chung có hình thái tương tự như các loài của Họ Mèo, chứ không giống như các loài cầy trong họ Cầy. Do quan hệ giữa cầy linsang và mèo đã từng được coi là khá xa (hai nhóm này thuộc về hai họ khác nhau trong phạm vi phân bộ Feliformia), nên có thể coi đây là một ví dụ về tiến hóa hội tụ. Tuy nhiên, phân tích DNA chỉ ra rằng trong khi cầy linsang châu Phi (Poiana spp.) là các loài cầy thật sự, có quan hệ họ hàng gần với các loài cầy genet (Genetta spp. và Osbornictis spp.), thì cầy linsang châu Á (Prionodon spp.) lại không phải như vậy và thay vì thế, chúng có thể là các họ hàng gần gũi nhất còn sinh tồn của Họ Mèo (Felidae). Các điểm tương tự giữa cầy linsang châu Á và các loài mèo vì thế rất có thể là do chúng có cùng tổ tiên chung, trong khi sự tương tự giữa hai chi cầy linsang chấu Á và châu Phi chỉ là sự tiến hóa hội tụ. Vì thế một số tác giả đã xếp nhóm cầy linsang châu Á thành họ riêng của chính chúng, gọi là Prionodontidae .
Tên gọi linsang có nguồn gốc từ tiếng Java linsang hay wlinsang. Các loài cầy linsang là các động vật ăn đêm, nói chung là những kẻ sống cô độc trên cây. Chúng là các động vật ăn thịt, với thức ăn chủ yếu là các loài sóc và các động vật gặm nhấm khác, các loài chim nhỏ, thằn lằn và côn trùng. Kích thước điển hình là khoảng 30 cm (1 ft), với đuôi dài cỡ gấp đôi chiều dài nói trên. Thân hình thuôn dài, các chân ngắn, làm cho chúng có bề ngoài thấp lùn. Tất cả các loài đều có bộ lông trên thân mình màu hơi vàng với các đốm hay sọc đen, mặc dù sự phân bố và bản chất của các vết đốm này là tùy theo loài.
Các loài cầy linsang châu Á bao gồm:
- Prionodon linsang (cầy linsang sọc): phân bố từ Thái Lan tới Indonesia (Borneo, Java, Sumatra).
- Prionodon pardicolor (cầy gấm): phân bố từ miền đông Ấn Độ tới Việt Nam và từ miền nam Trung Quốc tới Thái Lan.